# Silbermond

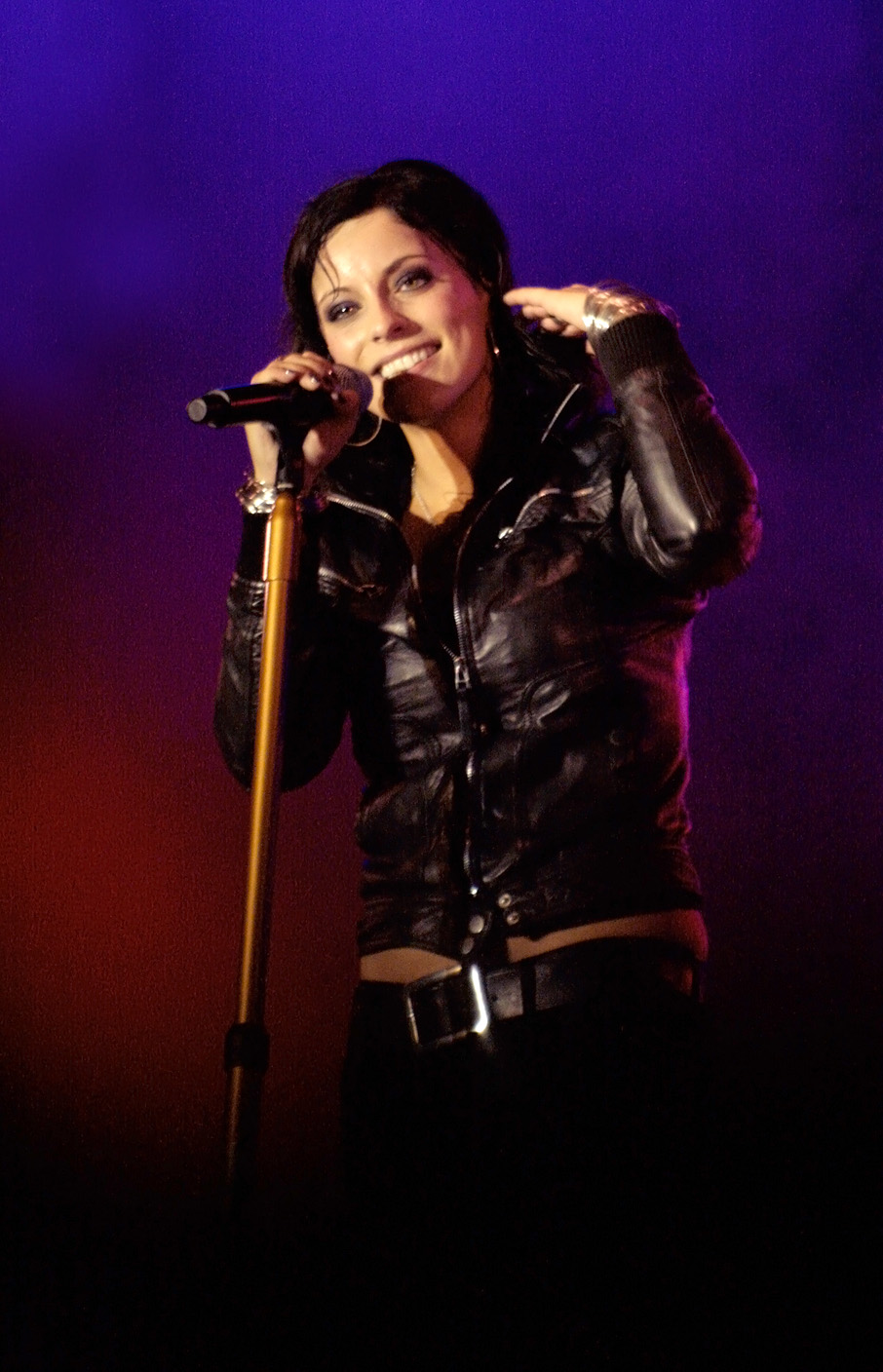
Штефани Клосс

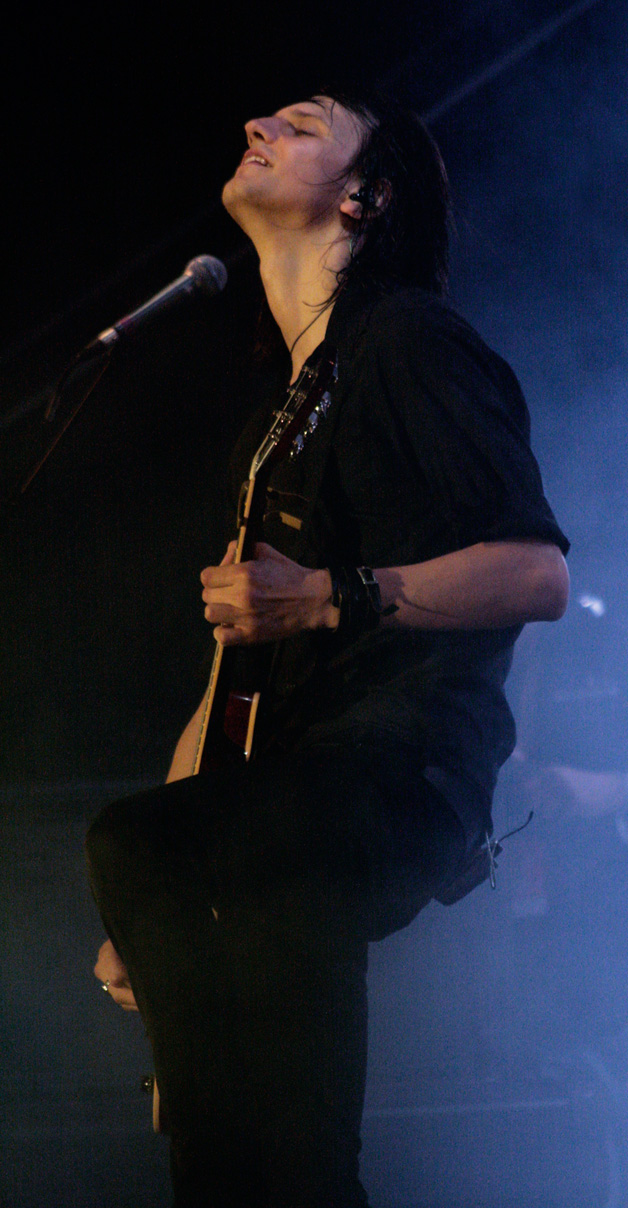
Томас Штолле

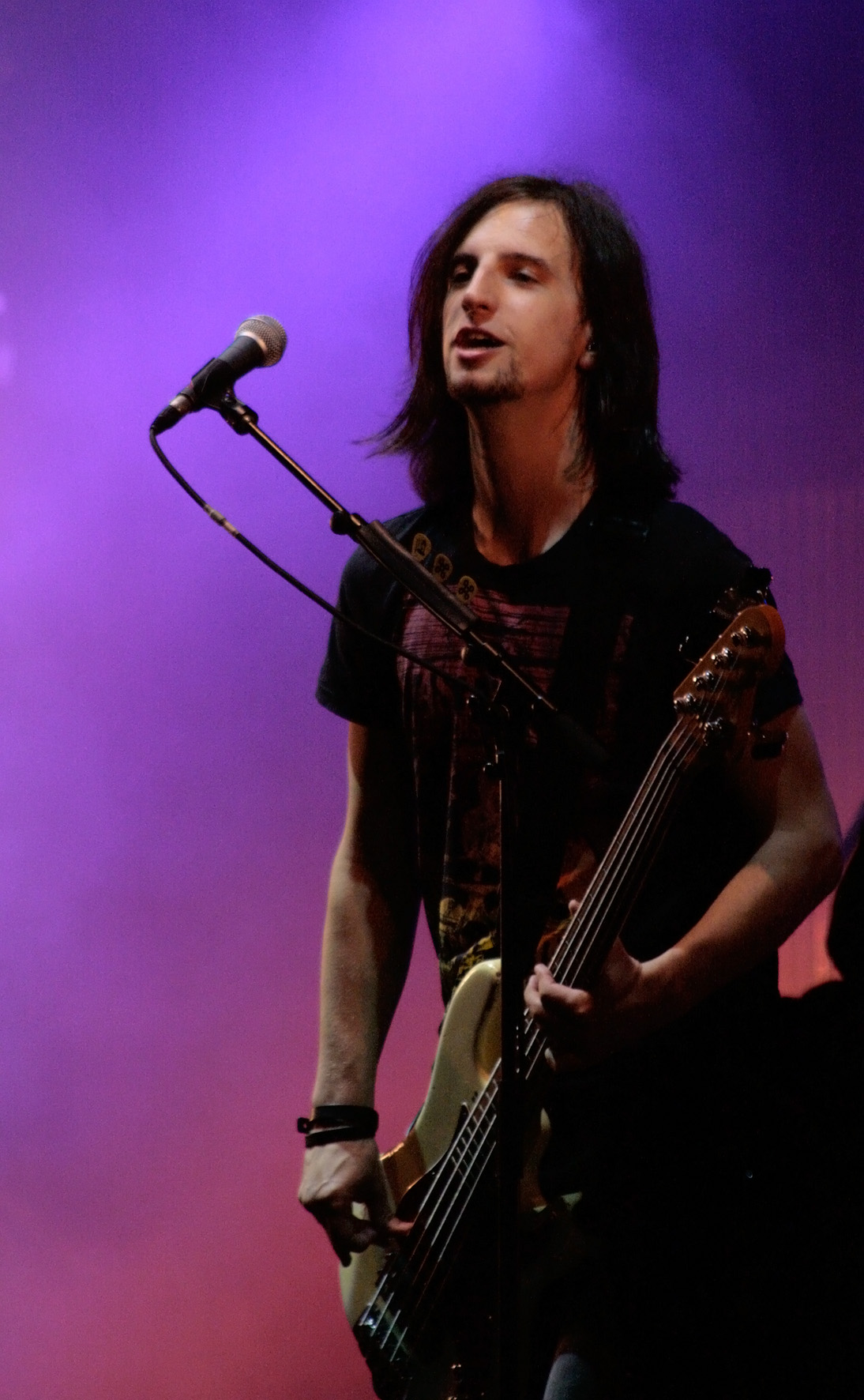
Йоханнес Штолле

Silbermond (Зильбермонд; с нем. — «Серебряная луна») — немецкая поп-рок-группа из Баутцена (Саксония). Основана в 1998 году под названием Exakt, с 2002 года выступает под названием Silbermond. С 2004 по 2012 год было выпущено четыре альбома. Наиболее известные песни: «Symphonie», «Das Beste» и «Irgendwas bleibt». Всего распродано около 3 млн дисков группы.

## История

### Exakt: первые шаги
Знакомство участников современной группы Silbermond состоялось в 1998 году на молодёжном музыкальном проекте TEN SING юношеской христианской ассоциации. Штефани Клосс, Йоханнес и Томас Штолле, Андреас Новак, а также Юлиана Катцер (вокал) и Максимилиан Манек (клавишные) создали группу Exakt. Через два года четверо основных участников создали собственную группу и назвали её JAST (по первым буквам имён музыкантов).
Первое время репертуар группы включал лишь кавер-версии и реже собственные композиции на английском языке. Группа принимала участие в трёх конкурсных состязаниях подряд: на BEAT 2000 группа заняла первое место; на Soundcheck летом 2001 её отметили как вторую по величине школьную группу Саксонии; в августе того же года она завоевала премию Music Act.

### Silbermond: начало карьеры
Недовольство группы своими английскими текстами вынудило их начать исполнять песни на немецком языке. Осенью 2001 года появились первые немецкоязычные песни, которые в течение следующих нескольких месяцев существенно дополнялись за счёт новых наработок. Впервые они были исполнены JAST в мае 2002 года на концерте в Хутберге (Каменц), где молодая группа выступала на разогреве у Puhdys.
Спустя месяц музыканты отправились в двухнедельных тур по Саксонии при поддержке радио PSR и выступали под названием Silbermond. Имя для группы было придумано случайно, но оно понравилось всем участникам группы, поэтому было решено его оставить. 5 июля 2002 года в рамках празднования десятилетия радио PSR состоялось выступление группы в Arena Leipzig перед десятитысячной публикой, а в 2003 исполнители заняли второе место на Lucky Star.
Чтобы быть замеченными широкой публикой, Silbermond отправились в Берлин. Этот переезд сопровождался телекомпанией Sat.1 и был показан в документальной теленовелле «Der harte Weg zum Ruhm». В январе 2004 группа выступила на разогреве у Жанетты Бидерман, а в марте выпустила свой дебютный сингл «Mach’s Dir selbst».

### Verschwende deine Zeit (2004)
Первый альбом группы «Verschwende deine Zeit», вышедший в 2004 году, был записан при поддержке Инго Политца и Бернда Вендельандта, которые уже работали с группами Bell, Book & Candle и Angelzoom. Этот альбом быстро завоевал популярность, став платиновым в Германии и Австрии. Вместе с награждением New Faces Award журнала Bunte сингл «Symphonie» вошёл в десятку хитов в немецких чартах.
С конца 2004 года группа проводит турне, а в апреле 2005 выходит DVD Verschwende deine Zeit–Live с концертом группы, получивший статус золотого. Ещё одним синглом стала песня «Zeit für Optimisten», которая не входила в альбом. 2 июля 2005 группа приняла участие в концерте Live-8 в Берлине и в тот же вечер дала концерт в Мюнстере на сцене Open-Air.

### Laut gedacht (2006)
Второй альбом Silbermond под названием «Laut gedacht» появился 21 апреля 2006 года. Первый сингл — «Unendlich» — появился 31 марта. Вторым синглом стала песня «Meer sein», появившаяся 7 июля.
Третий сингл из альбома с названием «Das Beste» появился лишь в октябре и сразу же занял первые места в хит-парадах. Premium/Maxi-CD включала четыре версии этой песни (сингл-версия, альтернатива, Live in Kamenz, инструментальная версия) и видео. Кроме того на диске можно найти новую версию сингла «Symphonie» от Babelsberger Filmorchester под руководством дирижёра Скотта Лоутона.
8 декабря 2006 года вышел Best Of-CD группы In Extremo, с которой у Silbermond с самого начала сложились дружественные отношения. На этом диске были интерпретации различных музыкальных коллективов, включая и саму группу Silbermond с песней «Die Gier».
Четвёртый и последний сингл «Das Ende vom Kreis» был выпущен 30 марта 2007 года.

### Nichts passiert (2009)
В 2008 Silbermond представила несколько успешных совместных работ: «Der Deal» с Удо Линденбергом, «Bis zum Schluss» с рэпером Curse. Также вышла обработка песни «Symphonie» с латиноамериканскими мотивами, которая вошла в альбом Rhythms del Mundo – Cubano Alemán.
20 марта 2009 вышел третий альбом группы под названием «Nichts passiert», который в первую же неделю продаж занял первые места в чартах Германии, Австрии и Швейцарии. Синглами стали песни «Irgendwas bleibt», занимавший первое место по продажам, «Ich bereue nichts», вошедшая в Top 20 der Deutschen Single Charts, и «Krieger des Lichts», ставшая хитом.

### Himmel auf (2012)
В середине января 2012 года стало известно, что группа работает над четвёртым альбомом «Himmel auf». Первым 3 февраля вышел одноимённый снингл, и лишь 23 марта появился альбом. Второй сингл под названием «FdsmH» (Für dich schlägt mein Herz) вышел 6 июля, последний сингл «Ja» появился 19 октября.
23 мая 2012 группа участвовала в пятитысячной серии мыльной оперы Gute Zeiten, schlechte Zeiten.

## Стиль
Музыкальный стиль Silbermond сложно определить однозначно. Песни «Symphonie», «Unendlich», «Durch die Nacht» или «Das Beste» однозначно определяют как рок-балладу, однако они составляют лишь малую часть репертуара группы, а среди других песен есть и те, которые подходят под абсолютно иной стиль. Концертные выступления отличаются элементами шоу и комедии.
Особенности языка исполнительницы Штефани Клосс в большом количестве разговорных оборотов (например, «Himmel auf»), метафор («Kartenhaus»), экспрессии («An dich»).

## Популярность
Группа пользуется большой популярностью и поддержкой у молодёжи немецкоязычных стран. Silbermond известна как группа, поддерживающая отношения со своим фанатами, при этом фанаты группы часто устраивают (преимущественно через интернет) различные акции в поддержку группы, в том числе и финансовую.
Silbermond оказывает поддержку начинающим музыкальным коллективам из своего региона, давая возможность им выступать перед собой. 21 августа 2007 группа приняла участие в программе по поддержке молодых исполнителей фонда Musik hilft e.V. По замыслу программы известные исполнители должны один день работать с начинающей группой, способствуя развитию их репертуара и помогая им реализовать свои творческие замыслы. С 2004 года Silbermond оказывает поддержку начинающей группе Jenix, с которой она ежегодно проводит концерт в Шмохтитце.

## Дискография

### Студийные альбомы
| Год  | Название               | Положение в чартах | Положение в чартах | Положение в чартах |
| Год  | Название               | DE                 | AT                 | CH                 |
| ---- | ---------------------- | ------------------ | ------------------ | ------------------ |
| 2004 | Verschwende deine Zeit | 2                  | 4                  | 18                 |
| 2006 | Laut gedacht           | 1                  | 1                  | 3                  |
| 2009 | Nichts passiert        | 1                  | 1                  | 1                  |
| 2012 | Himmel auf             | 2                  | 2                  | 3                  |
| 2015 | Leichtes Gepäck        | 4                  | 7                  | 3                  |
| 2019 | Schritte               | 1                  | 5                  | 4                  |
| 2023 | Auf Auf                | 1                  | 11                 | 7                  |

### Синглы
| Год  | Название                                                         | Положение в чартах | Положение в чартах | Положение в чартах |
| Год  | Название                                                         | DE                 | AT                 | CH                 |
| ---- | ---------------------------------------------------------------- | ------------------ | ------------------ | ------------------ |
| 2004 | Mach’s dir selbst Verschwende deine Zeit                         | 56                 | —                  | —                  |
| 2004 | Durch die Nacht Verschwende deine Zeit                           | 20                 | 53                 | —                  |
| 2004 | Symphonie Verschwende deine Zeit                                 | 5                  | 4                  | 56                 |
| 2005 | Zeit für Optimisten Verschwende deine Zeit LIVE                  | 18                 | 30                 | 42                 |
| 2006 | Unendlich Laut gedacht                                           | 10                 | 14                 | 23                 |
| 2006 | Meer sein Laut gedacht                                           | 32                 | 36                 | 69                 |
| 2006 | Das Beste Laut gedacht                                           | 1                  | 1                  | 3                  |
| 2007 | Das Ende vom Kreis Laut gedacht                                  | 27                 | —                  | —                  |
| 2009 | Irgendwas bleibt Nichts passiert                                 | 1                  | 2                  | 1                  |
| 2009 | Ich bereue nichts Nichts passiert                                | 20                 | 30                 | 79                 |
| 2009 | Krieger des Lichts Nichts passiert                               | 8                  | 15                 | 62                 |
| 2010 | Here We Go Again / Unendlich Silbermond trifft (Benefiz-Projekt) | 48                 | —                  | —                  |
| 2012 | Himmel auf                                                       | 5                  | 6                  | 21                 |
| 2012 | FdsmH (Für dich schlägt mein Herz) Himmel auf                    | 53                 | 69                 | —                  |
| 2012 | Ja Himmel auf                                                    | 13                 | 58                 | 27                 |

## Награды
- MTV Europe Music Awards
  - 2009: Best German Act
- ECHO
  - 2005: Newcomer des Jahres national
  - 2007: Hit des Jahres (Das Beste)
  - 2007: Bester Live-Act
  - 2010: Beste Gruppe national Rock-Pop
  - 2010: Bester Live-Act
  - 2011: Radio ECHO (Krieger des Lichts)
  - 2011: Ehren ECHO für soziales Engagement
- Comet
  - 2005: Bester Live Act
  - 2007: Bester Song (Das Beste)
  - 2007: Bester Live Act
  - 2007: Erfolgreichster Download Song (Das Beste)
  - 2010: Bestes Video (Krieger des Lichts)
  - 2010: Beste Band
- 1Live Krone
  - 2004: National Act
  - 2005: Beste Band
- Fred-Jay-Preis
  - 2006
- Bravo Otto
  - 2004: Band Pop
  - 2005: Superband
- New Faces Award
  - 2004: Platz 1
- Osgar
  - 2007: Kategorie Musik
- Berliner Bär
  - 2005: Pop
- Bambi
  - 2009: Pop National